# Ruth Jebet
Ruth Jebet (ur. 17 listopada 1996) – kenijska lekkoatletka reprezentująca Bahrajn, specjalistka od biegów długich, mistrzyni olimpijska.
W 2013 została mistrzynią Azji na dystansie 3000 metrów z przeszkodami, a rok później stanęła na najwyższym stopniu podium mistrzostw świata juniorów w Eugene oraz zdobyła złoto igrzysk azjatyckich. W 2015 zdobyła brąz w drużynie juniorek podczas mistrzostw świata w przełajach oraz zajęła 11. miejsce w biegu na 3000 metrów z przeszkodami w trakcie światowego czempionatu w Pekinie. W 2016 roku zdobyła złoty medal na igrzyskach olimpijskich w Rio de Janeiro. Jednocześnie poprawiła swój rekord życiowy oraz rekord Azji. W pierwszym występie po igrzyskach podczas mityngu diamentowej ligi w Paryżu ustanowiła wynikiem 8:52,78 rekord świata w biegu na 3000 metrów z przeszkodami. W 2017 zajęła piąte miejsce na światowym czempionacie w Londynie.
W próbce pobranej od niej poza zawodami 1 grudnia 2017 wykryto niedozwolone środki dopingujące. W lutym 2020 została ukarana przez Athletics Integrity Unit czteroletnią dyskwalifikacją, biegnącą od 4 lutego 2018, a także anulowaniem wyników osiągniętych przez nią między 1 grudnia 2017 a 4 lutego 2018.

## Osiągnięcia
| Rok  | Impreza                          | Miejsce        | Konkurencja                        | Lokata      | Wynik    |
| ---- | -------------------------------- | -------------- | ---------------------------------- | ----------- | -------- |
| 2013 | Mistrzostwa panarabskie          | Doha           | bieg na 3000 metrów z przeszkodami | 2. miejsce  | 9:52,47  |
| 2013 | Mistrzostwa Azji                 | Pune           | bieg na 3000 metrów z przeszkodami | 1. miejsce  | 9:40,84  |
| 2014 | Mistrzostwa świata juniorów      | Eugene         | bieg na 3000 metrów z przeszkodami | 1. miejsce  | 9:36,74  |
| 2014 | Puchar interkontynentalny        | Marrakesz      | bieg na 3000 metrów z przeszkodami | 3. miejsce  | 9:55,24  |
| 2014 | Igrzyska azjatyckie              | Incheon        | bieg na 3000 metrów z przeszkodami | 1. miejsce  | 9:31,36  |
| 2015 | Mistrzostwa świata w przełajach  | Guiyang        | bieg juniorek                      | 9. miejsce  | 20:20    |
| 2015 | Mistrzostwa świata w przełajach  | Guiyang        | drużyna juniorek                   | 3. miejsce  |          |
| 2015 | Mistrzostwa panarabskie          | Manama         | bieg na 3000 metrów z przeszkodami | 1. miejsce  | 9:39,61  |
| 2015 | Mistrzostwa świata               | Pekin          | bieg na 3000 metrów z przeszkodami | 11. miejsce | 9:33,41  |
| 2015 | Światowe igrzyska wojska         | Mungyeong      | bieg na 3000 metrów z przeszkodami | 1. miejsce  | 9:30,24  |
| 2016 | Mistrzostwa Azji w przełajach    | Manama         | bieg seniorek                      | 2. miejsce  | 29:42    |
| 2016 | Halowe mistrzostwa Azji          | Doha           | bieg na 3000 metrów                | 2. miejsce  | 8:47,24  |
| 2016 | Igrzyska olimpijskie             | Rio de Janeiro | bieg na 3000 metrów z przeszkodami | 1. miejsce  | 8:59,75  |
| 2017 | Mistrzostwa świata w przełajach  | Kampala        | bieg seniorek                      | 7. miejsce  | 32:49    |
| 2017 | Mistrzostwa świata w przełajach  | Kampala        | drużyna seniorek                   | 3. miejsce  |          |
| 2017 | Igrzyska solidarności islamskiej | Baku           | bieg na 5000 metrów                | 1. miejsce  | 14:53,41 |
| 2017 | Igrzyska solidarności islamskiej | Baku           | bieg na 3000 metrów z przeszkodami | 1. miejsce  | 9:15,41  |
| 2017 | Mistrzostwa świata               | Londyn         | bieg na 3000 metrów z przeszkodami | 5. miejsce  | 9:13,96  |

## Rekordy życiowe
- bieg na 3000 metrów z przeszkodami – 8:52,78 (2016) do 2018 rekord świata, 2. wynik w historii światowej lekkoatletyki